# 津和野ひとり
「津和野ひとり」（つわのひとり）は、1978年6月1日に発売された森昌子の26枚目のシングル。

## 解説
- 日本の「小京都」の代表格としても知られる、島根県鹿足郡津和野町を舞台に、女ひとり旅をテーマにしたご当地ソング。
- オリコンチャート上では最高40位、5.2万枚のセールスを記録した[1]。
- 現役歌手時代は森の代表曲の一つとして、懐メロの音楽番組などでよく歌唱披露していた。
- B面の「お嫁にゆきます」は、森のデビュー7周年記念として公開された東宝映画『お嫁にゆきます』の主題歌。また、農協の共済の協賛ソングでもある。

## 収録曲
- 両楽曲共に、作詞：山上路夫

1. 津和野ひとり (3分00秒)
作曲：新井利昌／編曲：竜崎孝路
2. お嫁にゆきます (3分12秒)
作曲：八角朋子／編曲：馬飼野俊一